# Eline Dalemans
Eline Dalemans (* 25. Februar 1991) ist eine belgische Leichtathletin, die sich auf den Hindernislauf spezialisiert hat.

## Sportliche Laufbahn
Erste internationale Erfahrungen sammelte Eline Dalemans bei den Crosslauf-Europameisterschaften 2008 in Brüssel, bei denen sie nach 15:15 min auf den 62. Platz im U20-Rennen gelangte. Im Jahr darauf schied sie bei den Junioreneuropameisterschaften in Novi Sad mit 10:52,63 min in der Vorrunde über 3000 m Hindernis aus und im Dezember wurde sie bei den Crosslauf-Europameisterschaften in Dublin in 16:22 min 70. im U20-Rennen. 2022 verpasste sie bei den Europameisterschaften in München mit 10:15,73 min den Finaleinzug im Hindernislauf und im Dezember lief sie bei den Crosslauf-Europameisterschaften in Turin nach 29:25 min auf dem 49. Platz im Einzelrennen ein. Bei den Crosslauf-Europameisterschaften 2024 in Antalya belegte sie in 18:33 min den siebten Platz in der Mixed-Staffel und im Jahr darauf wurde sie bei den Straßenlauf-Europameisterschaften 2025 in Löwen in 33:23 min 43. über 10 km.
In den Jahren von 2019 bis 2022 sowie 2024 wurde Dalemans belgische Meisterin im 3000-Meter-Hindernislauf sowie 2024 auch im Crosslauf über die Kurzdistanz.

## Persönliche Bestleistungen
- 1500 Meter: 4:18,69 min, 24. Juli 2021 in Lier
- 3000 Meter: 9:09,99 min, 29. Juli 2022 in Goes
- 5000 Meter: 16:04,15 min, 5. Juli 2024 in Goes
- 10-km-Straßenlauf: 33:23 min, 13. April 2025 in Löwen
- 2000 m Hindernis: 6:12,79 min, 6. September 2024 in Trier (nationale Bestleistung)
- 3000 m Hindernis: 9:43,31 min, 30. Juni 2024 in Brüssel